# Лефтеріс Фафаліс
Лефтеріс Фафаліс (грец. Λευτέρης Φάφαλης, 17 лютого 1976, Мюнхен, Німеччина) — грецький лижник.
Чотири рази брав участь в Олімпійських іграх: 1998 (Нагано), 2002 (Солт-Лейк-Сіті), 2006 (Турин) та 2010 (Ванкувер).
2006 року на Олімпіаді в Турині Лефтеріс Фафаліс був прапороносцем національної олімпійської збірної Греції та, за традицією, відкрив парад країн.
Фафаліс одружений з олімпійською чемпіонкою 2002 року у Солт-Лейк-Сіті, лижницею Віолою Бауер.